# اوشرودک
اوشرودک (به لهستانی:  Osierodek) یک روستا در لهستان است که در گمینا چارنا بیاووستوتسکا واقع شده‌است.